# Яценко Юрій Петрович
Ю́рій Петро́вич Яце́нко (нар. 23 липня 1977; Росава, Миронівський район, Київська область — пом. 25 серпня 2014; Комісарівка, Перевальський район, Луганська область) — молодший сержант 25-го батальйону територіальної оборони «Київська Русь» Збройних сил України, учасник російсько-української війни. Кавалер ордена «За мужність» ІІІ ступеня.

## Життєпис
Народився 1977 року в селі Росава (Миронівський район, Київська область. 1993 року закінчив 9 класів Росавської ЗОШ, в київському ПТУ№ 23 отримав спеціальність столяра-будівельника та паркетника. 1996-го відслужив військову службу. Після строкової служби одружився. Працював у Києві. 2000 року народився син. Вмів ремонтувати різну техніку, сам робив меблі для дому.
Стрілець-помічник гранатометника, 2-га рота, 25-й батальйон територіальної оборони «Київська Русь». Псевдо «Саїд».
25 серпня 2014-го загинув під час обстрілу колони батальйону в районі Комісарівки. Тоді ж поліг Олег Школьний.
Вдома лишилися мама Надія Андріївна, дружина Яценко Наталія Володимирівна, син Віктор 2000 р.н.
Похований в селі Росава.

## Нагороди та вшанування
За особисту мужність і героїзм, виявлені у захисті державного суверенітету та територіальної цілісності України, вірність військовій присязі під час російсько-української війни
- нагороджений орденом «За мужність» III ступеня (26.2.2015, посмертно).
- Його портрет розміщений на меморіалі «Стіна пам'яті полеглих за Україну» в Києві: секція 3, ряд 10, місце 9
- Вшановується 25 серпня на щоденному ранковому церемоніалі вшанування українських захисників, які загинули цього дня у різні роки внаслідок російської збройної агресії[2]
- У школі села Росава відкрито меморіальну дошку його честі
- У селі Росава названа вулиця на честь Юрія Яценка.